# Bright (Australia)
Bright è una città australiana, situata nello Stato di Victoria, nell'Alpine Shire. Posta a 319 m sul livello del mare, al censimento del 2006 aveva una popolazione di 2 684 abitanti.